# Synistovalgus minutus
Synistovalgus minutus är en skalbaggsart som beskrevs av Hermann Julius Kolbe 1897. Synistovalgus minutus ingår i släktet Synistovalgus och familjen Cetoniidae. Inga underarter finns listade i Catalogue of Life.